# Jigsaw Islands
Die Jigsaw Islands (aus dem Englischen sinngemäß übersetzt Puzzleinseln) umfassen zwei kleine Inseln im westantarktischen Palmer-Archipel. Sie liegen vor dem südwestlichen Ende der Wiencke-Insel.
Eine der beiden Inseln diente als Station für Triangulationsmessungen durch die hydrographische Einheit der Royal Navy zwischen 1956 und 1957 sowie im März 1957 durch Wissenschaftler der Falkland Islands and Dependencies Aerial Survey Expedition (1955–1957). Das UK Antarctic Place-Names Committee benannte sie 1959 so, da bei den Vermessungen sehr viel Detailarbeiten erforderlich waren.